# Trobada de creació de videojocs
Una trobada de creació de videojocs o hackató també es coneix amb el terme anglès de game jam. Els participants s'organitzen de forma individual o en equips petits i competeixen per desenvolupar un videojoc complet en un termini molt curt de temps, normalment entre vint-i-quatre i quaranta-vuit hores. Els objectius d'aquests tipus de trobades són, sobretot, divertir-se i crear videojocs experimentals que siguin originals i innovadors, encara que l'acceptació de jocs de taula en aquest tipus d'esdeveniments és creixent.

## Etimologia i origen del terme
El terme Game Jam es compon de les paraules angleses game (joc) i jam (en referència a jam session). Una jam session és una actuació musical que es caracteritza per ser majoritàriament improvisada, i que sovint té com a objectiu la creació lliure de nou material o simplement practicar. De la mateixa manera, les game jams són esdeveniments en què els desenvolupadors prototipen i experimenten amb noves idees amb poca o cap preparació prèvia.
Al març de 2002, Chris Hecker i Sean Barrett, comencen a treballar amb Doug Church, Jonathan Blow i Casey Muratori en un motor de jocs que fos capaç de manejar un gran nombre de sprites en pantalla. Hecker i Barrett van convidar un petit nombre de desenvolupadors de videojocs a la seva oficina a Oakland, Califòrnia amb l'objectiu de crear petits videojocs que utilitzessin el seu nou motor. Hecker i Barrett van trucar a aquesta trobada 0th Indie Game Jam, un esdeveniment de disseny i programació de jocs "per fomentar l'experimentació i la innovació a la indústria del videojoc".

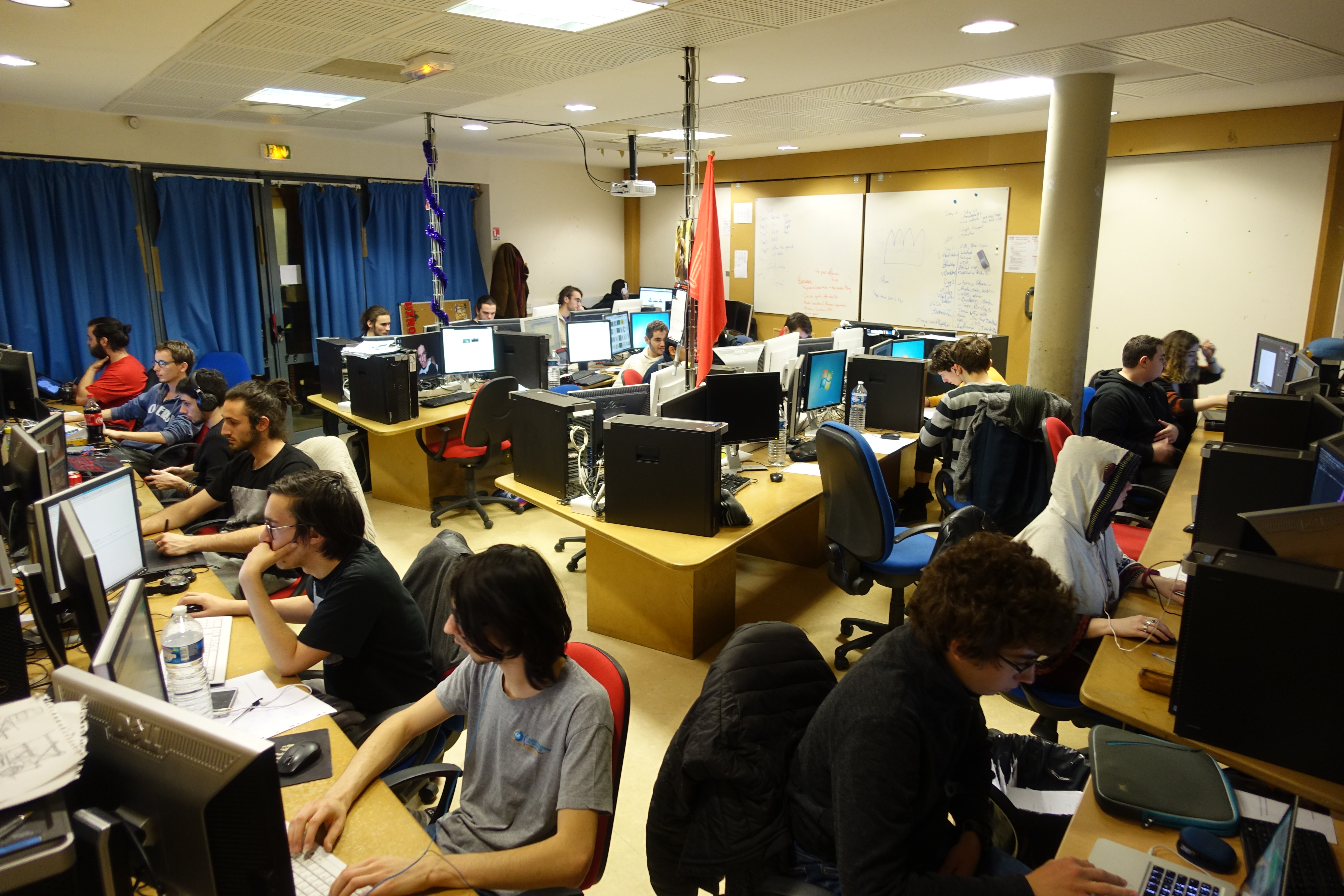
Trobada de creació de videojocs a Arles (2019)

## Format
Existeixen molts factors organitzatius que poden fer variar el format d'una Game Jam a una altra tot i que totes mantenen el mateix esperit.

### Localització: locals /globals, presencials / telemàtiques
Algunes game jams són esdeveniments locals que tenen lloc a universitats, sales de conferències i altres espais privats. En canvi d'altres com la Global Game Jam té lloc a més de seixanta països del món coordinadament durant el mateix cap de setmana. També tenim la Ludum Dare on els participants treballen des de casa i presenten els seus jocs via internet.

### Límit de temps
Les game jams sempre disposen d'una limitació de temps i aquest sempre és força ajustat. Poden durar des d'unes poques hores a diversos dies. L'objectiu d'aquests límits és estimular la pressió, fixant un temps de lliurament restrictiu que fomenti la creativitat i l'experimentació amb noves idees que sorgeixin als equips.

### Tema

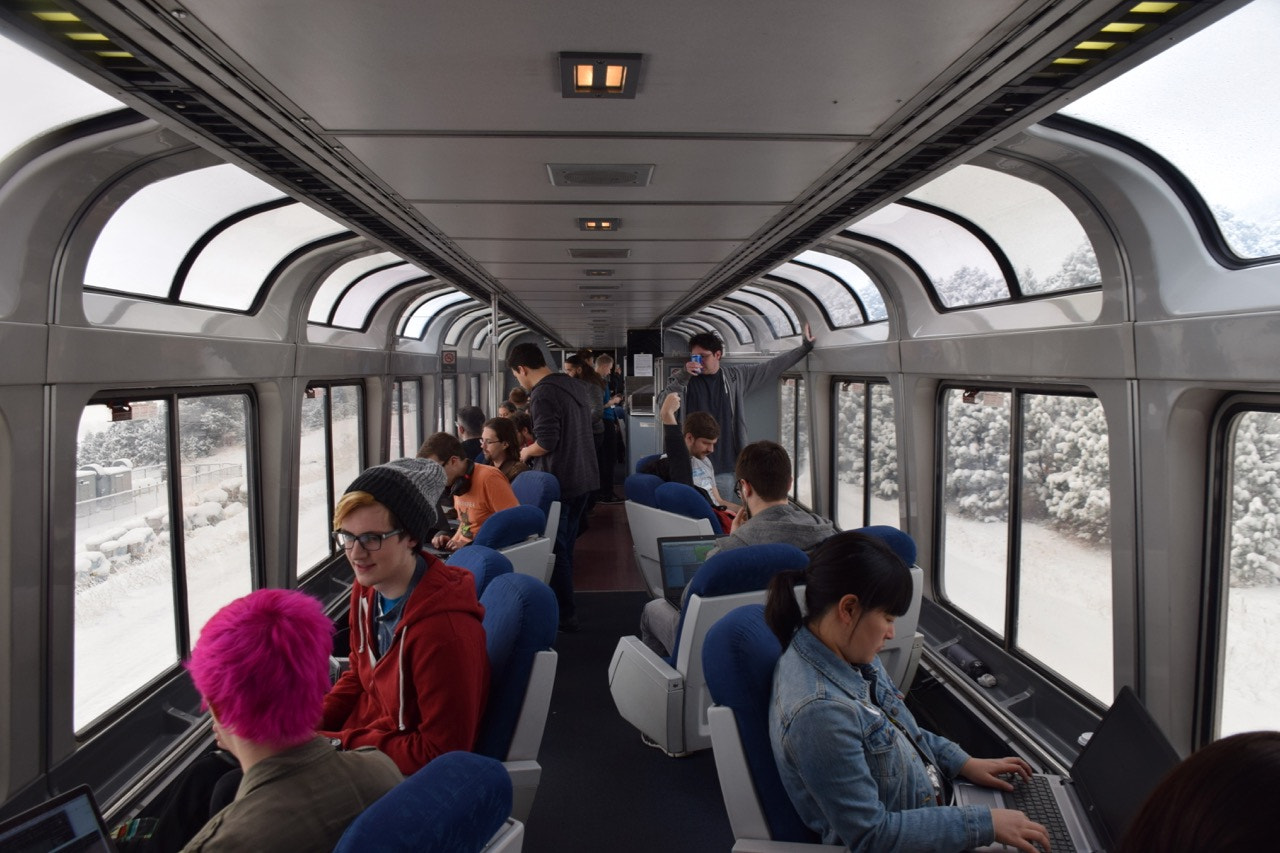
Trobada de creadors de videojocs en un tren a Utah (2017)

Les Game Jams acostumen a tenir un tema central al qual s'han de cenyir tots els jocs que s'hi facin. El tema pot ser sorpresa o pot haver estat votat entre els participants amb antelació. El tema és anunciat normalment just abans de començar l'esdeveniment, perquè així els participants no puguin plantejar els seus jocs per endavant o reutilitzar material prèviament desenvolupat.

### Motor de joc
La majoria de Game Jams de videojocs acostumen a permetre diferents motors de creació com Unity, Unreal, Godot o Game Maker.

### Plataforma
Hi ha varietat de plataformes en línia que poden ser utilitzades per organitzar una Game Jam com per exemple itch.io que d'entre d'altres coses permet enviar i albergar els jocs que es creen durant la jornada, així com crear una portada per l'esdeveniment, etc. Tot i que també hi ha l'opció d'utilitzar pàgines i servidors propis de l'entitat organitzadora en cas de disposar-ne.